# Mevalonsäure
Mevalonsäure ist eine verzweigtkettige, gesättigte Hydroxyfettsäure. Ihre Salze heißen Mevalonate. Mevalonsäure ist Ausgangsstoff der Isoprenoid-Biosynthese.

## Isomerie
Die Verbindung ist chiral und besitzt ein stereogenes Zentrum. Man unterscheidet deshalb zwei optische Isomere, die Enantiomere (R)-Mevalonsäure und (S)-Mevalonsäure, wobei die (R)-Mevalonsäure in der Natur vorkommt.

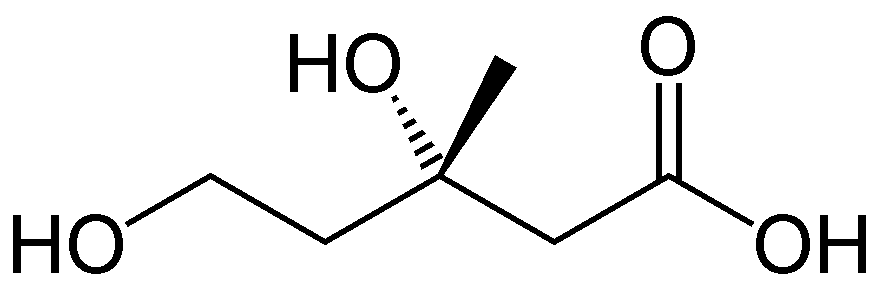
(S)-Mevalonsäure

Wenn in diesem Text oder in der wissenschaftlichen Literatur „Mevalonsäure“ ohne weiteren Namenszusatz (Präfix) erwähnt wird, ist (R)-Mevalonsäure gemeint.

## Bedeutung
Das Anion der Mevalonsäure ist ein integraler Bestandteil der Biosynthese des Cholesterols. Die Bildung der Mevalonsäure aus cytosolischem 3-Hydroxy-3-methylglutaryl-CoA (HMG-CoA) unter der Katalyse der 3-Hydroxy-3-Methylglutaryl-Coenzym-A-Reduktase (HMG-CoA-Reduktase) ist eine Schlüsselreaktion der Synthese des Cholesterols.

Die Synthese von Mevalonat findet im Cytosol statt.

In Pflanzen ist Mevalonsäure eine wichtige Zwischenstufe bei der Synthese von Terpenen (so genannter Mevalonatweg). Um 1955 wurde entdeckt, dass sie sich sehr gut zur Synthese von Markern in Cholesterol einbauen lässt.
Die weitere Umsetzung findet mittels der Mevalonatkinase zum Mevalonsäurephosphat statt.